# Nubisk stenbock
Nubisk stenbock (Capra nubiana) är en art i släktet getter som förekommer på Arabiska halvön och i nordöstra Afrika. Den är nära släkt med alpstenbocken och räknas ibland som en underart till denna.

## Systematik
Nubisk stenbock, alpstenbock, etiopisk stenbock (Capra walie) och sibirisk stenbock (Capra sibirica) behandlas fram till mitten av 1900-talet som en enda art under det vetenskapliga namnet Capra ibex. Andra stenbockar i släktet getter, som till exempel iberisk stenbock (Capra pyrenaica) var redan tidigare under 1900-talet godkända som självständiga arter.

## Utseende
I jämförelse med alpstenbocken är nubisk stenbock betydligt mindre och har en ljusare pälsfärg. Kroppslängden ligger mellan 105 och 125 centimeter och därtill kommer en 15 till 20 centimeter lång svans. Mankhöjden varierar mellan 65 och 75 centimeter och vikten ligger mellan 25 och 70 kg. Hannar blir betydligt större än honor. Pälsen är på ovansidan sandfärgad och på undersidan ljusare eller nästan vit. Kännetecknande är svarta markeringar vid de främre extremiteterna och på djurets rygg samt ett mörkt skägg. Under parningstiden får hannar på nacken, bröstet, skuldrorna och sidorna en mörkbrun till svart päls.
Bägge könen har horn men som hos alla getter är hannarnas horn betydligt större. Honornas jämförelsevis smala horn blir bara 35 centimeter långa medan hannarnas bakåtböjda horn blir upp till 1,2 meter långa.

## Utbredning
På Arabiska halvön förekommer arten i Israel, Jordanien, Saudiarabien, Jemen och Oman. I Syrien och Libanon är nubisk stenbock utdöd. I nordöstra Afrika lever arten längs kustlinjen av Röda havet i Egypten, Sudan och Eritrea. Hela utbredningsområdet är splittrat i mindre regioner.

## Ekologi
Den nubiska stenbockens habitat utgörs av klippiga ökenområden. I motsats till flera andra större djur som lever i ökenområden är nubisk stenbock inte aktiv på natten och den behöver inte heller kontinuerligt dricksvatten. Under sommaren vilar de på natten i det öppna landskapet. Under vintern gömmer de sig nattetid i grottor eller liknade skydd. De är växtätare och livnär sig av gräs, örter och andra växtdelar.
Honor bildar tillsammans med sina ungar, som är yngre än tre år, flockar av 10 till 20 individer. Hannar lever utanför parningstiden i ungkarlsgrupper eller ensamma. Under parningstiden som oftast börjar i oktober letar hannar efter grupper med honor och strider med andra hannar om rätten att para sig.
Efter dräktigheten som varar i cirka fem månader föder honan oftast i mars ett eller två ungdjur. Efter tre år är ungarna könsmogna och individer av hankön lämnar flocken. Chansen att para sig har de först några år senare.

## Hot och status
Det största hotet består i jakt och förstöring av stenbockens levnadsområde. Dessutom påverkas de negativ genom införandet av konkurrenter som tamget, kamel och halvvilda åsnor. I några länder som Israel och Saudi-Arabien har de omfattande skyddsstatus men kontrollen är oftast otillräcklig. I flera stater består populationen bara av några få exemplar men tillfredsställande beståndssummeringar saknas. IUCN listar arten som sårbar (VU).